# Pteris hondurensis
Pteris hondurensis là một loài dương xỉ trong họ Pteridaceae. Loài này được Jenman mô tả khoa học đầu tiên năm 1900.
Danh pháp khoa học của loài này chưa được làm sáng tỏ. 